# کاپرونی پی‌اس.۱
کاپرونی پی‌اس. ۱ (به انگلیسی: Caproni_PS.1) یک هواگرد ملخ‌پیشین تک‌موتوره از نوع ورزشی ساخت شرکت Caproni است. هواگرد کاپرونی پی‌اس. ۱ نخستین پروازش را در ۱۹۳۴ میلادی انجام داد. در مجموع، تعداد ۲ فروند از این هواگرد ساخته شده‌است.